# Brütal Legend
Brütal Legend is een action-adventure-real-time strategy-hybride game ontwikkeld door Double Fine Productions. De game is in 2009 oorspronkelijk uitgegeven door EA voor Xbox 360 en PlayStation 3. In 2013 is de game uitgebracht door Double Fine Productions voor Windows, OS X en Linux.
De game vertelt het verhaal van Eddie Riggs, ingesproken door Jack Black, een roadie die getransporteerd wordt naar een fantasiewereld geïnspireerd door het artwork van heavy-metalplatenhoezen. Diverse personages zijn ingesproken door bekende metalartiesten, zoals Lemmy Kilmister, Rob Halford, Ozzy Osbourne en Lita Ford.

## Ontvangst
| Geaggregeerde scores |                                        |
| Aggregeerder         | Score                                  |
| GameRankings         | (X360) 81,60% (PS3) 81,08% (pc) 81,00% |
| Metacritic           | (X360) 82/100 (PS3) 83/100 (pc) 80/100 |
| Reviews scores       |                                        |
| Uitgave              | Score                                  |
| Power Unlimited      | 90/100                                 |
| InsideGamer          | 8+/10                                  |
| Tweakers             | 8/10                                   |
| Gamer.nl             | 8/10                                   |